# Kiki Håkansson

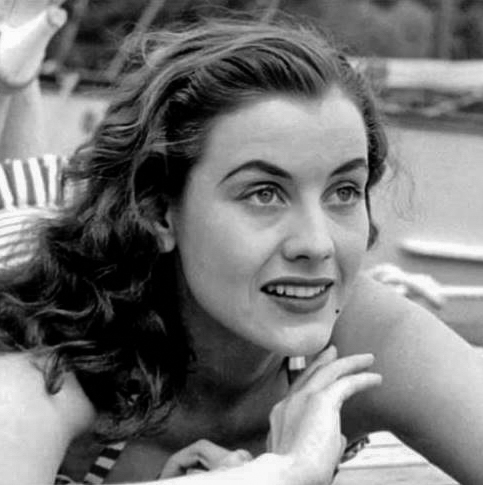

Kerstin „Kiki“ Håkansson (* 17. Juni 1929 in Schweden; † 4. November 2024 in Kalifornien) war eine schwedische Schönheitskönigin und Miss World 1951. 

## Leben
Die Schwedin Håkansson war 1951 die Gewinnerin des erstmals ausgetragenen Schönheitswettbewerbs der Miss World. Sie war außerdem die einzige Siegerin, die im Bikini den Miss-Titel holte. Für die folgenden zwei Jahrzehnte trugen sämtliche Miss Worlds einteilige Badeanzüge bei der Krönungszeremonie. Kiki Håkansson wurde 1952 von ihrer Landsfrau May Louise Flodin als Miss World abgelöst.